# Turra (España)
Turra es una entidad de población española del municipio de Mozárbez, perteneciente a la provincia de Salamanca, en la comunidad autónoma de Castilla y León.

## Historia
Hacia mediados del siglo XIX, el lugar, por entonces perteneciente al municipio de Cilleros el Hondo, tenía contabilizada una población de 17 habitantes. Aparece descrito en el decimoquinto volumen del Diccionario geográfico-estadístico-histórico de España y sus posesiones de Ultramar de Pascual Madoz con las siguientes palabras:

TURRA: alq. en la prov. y part. jud. de Salamanca, térm. municipal de Cilleros el Hondo. pobl.: 3 vec., 17 almas.
(Madoz, 1849, p. 187)

En 2023, la entidad singular de población de Turra, ahora perteneciente al municipio de Mozárbez, tenía empadronados 10 habitantes, todos ellos en diseminado.